# Paranola euryochra
Paranola euryochra är en fjärilsart som beskrevs av Fletcher 1958. Paranola euryochra ingår i släktet Paranola och familjen trågspinnare. Inga underarter finns listade i Catalogue of Life.